# Arnošt Praus
Arnošt Praus (3. března 1873 Rychnov nad Kněžnou – 12. listopadu 1907 Klokočov) byl český varhaník a hudební skladatel.

## Život

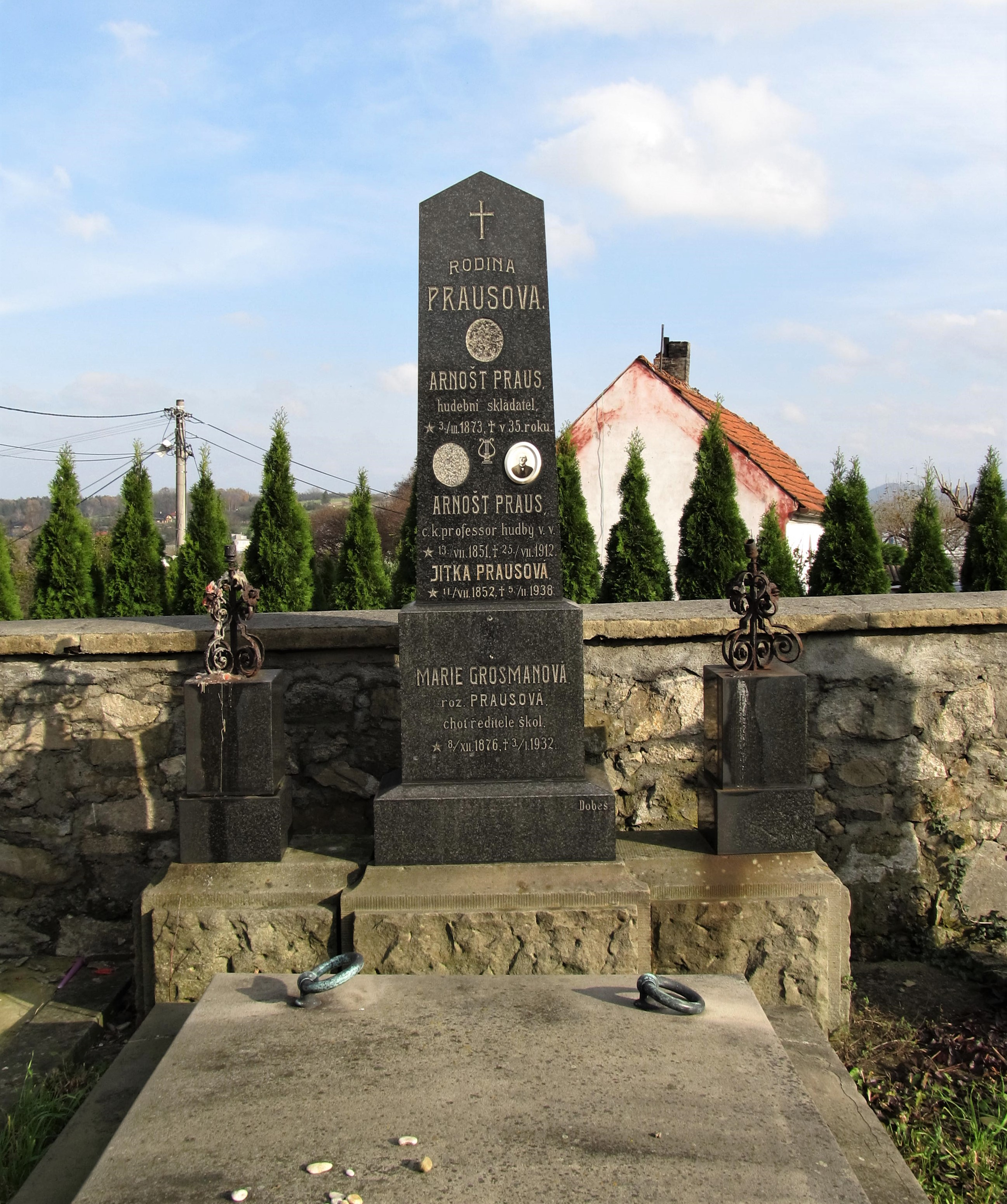
Hrobka rodiny Prausů na starém hřbitově v Příboře

Pocházel z hudební rodiny. Jeho otec, Arnošt Praus st. (1851–1912), byl absolventem Varhanické školy v Praze a učil hudbu na Učitelském ústavu v Příboře. Byl autorem drobnějších vokálních skladeb.
Studoval na pobočném ústavu českého gymnázia v Brně. Byl fundatistou řádu augustiniánů a zpíval v chrámovém sboru baziliky Nanebevzetí Panny Marie. Středoškolská studia zakončil na gymnáziu v Rychnově nad Kněžnou. V letech 1889–1891 studoval na Varhanické škole v Praze. Ve skladbě byl žákem Antonína Dvořáka a jeho spolužáky byli např. Josef Suk starší a Oskar Nedbal.
Po absolvování školy se stal ředitelem kůru ve Vamberku. Zde zkomponoval mužský sbor Chorál Čechův. Jeho pražské provedení bylo pro vlastenecký obsah policií zakázáno. Tříletou vojenskou službu vykonal u vojenské hudby pluku č. 100 v Krakově. Po návratu z vojny žil nějakou dobu u v Příboře. Byl dirigentem městské kapely a s místními ochotníky provedl i operu Viléma Blodka V studni.
Okolo roku 1898 odešel do Dalmácie a působil jako ředitel kůru a učitel hudby v Imotski a jako sbormistr pěveckého sdružení Zvonimir v Dubrovníku. Po návratu do Čech se stal varhaníkem v Bzenci a v letech 1903–1904 profesorem hudby na učitelském ústavu v Soběslavi. Místa se vzdal, neboť onemocněl očním sarkomem a zakrátko zcela oslepl. Nějakou dobu ještě působil jako varhaník v Bzenci, ale v posledním roce svého života se odstěhoval do Klokočova.

## Dílo (výběr)

### Vokální skladby
- Chorál Čechův
- Čechové, Čechové, nárůdku malý
- Tré písní

### Klavírní skladby
- Venkovské obrázky
- Humoreska
- Dětské scény

### Orchestrální skladby
- Slovanský tanec
- Symfonieta

### Chrámová hudba
- Missa in honorem scti Procopii
- Offertorium in festo